# Laccosperma
Laccosperma es un género con seis especies de plantas con flores perteneciente a la familia  de las palmeras (Arecaceae).  
Es originario de las regiones tropicales de África.  Poco estudiadas y raramente cultivadas, están estrechamente relacionadas con el género Eremospatha  con el que forma la tribu Calameae que se caracteriza por las cromátidas de sus flores hermafroditas.

## Descripción
Los troncos son en su mayoría de tamaño mediano a grande, forma agrupaciones,  y están ampliamente armados con espinas afiladas. Las hojas son pinnadas y son generalmente grandes, con pecíolos espinosos. Los foliolos, lineales, están organizados regularmente a lo largo del raquis y suelen colgar independientes.  El final del raquis se ha modificado para tener dobles espinas retorcidas que se enganchan a la vegetación de los bosques.  En algunas especies la ocrea, una fina hoja de la brida donde se reúne con el tallo, se amplía y alberga hormigas.
Después de un prolongado período vegetativo, una breve etapa de floración se inicia, lo que produce la muerte de cada uno de los tallos. Se producen simultáneamente múltiples y largas inflorescencias en la parte superior del tronco, con espigas ramificadas con flores bisexuales. El fruto es pequeño, con escamas y contiene una semilla.

## Distribución y hábitat
Crecen en el trópico de la cuenca del Congo y el África occidental, se encuentran en Camerún, Ghana, Nigeria y Gabón donde crecen en el bajo bosque tropical de las montañas y pantanos,  puede utilizarse como una fuente de obtención de azúcar.

## Taxonomía
El género fue descrito por Carl Georg Oscar Drude y publicado en Botanische Zeitung (Berlin) 35: 632. 1877.
Etimología
Laccosperma: nombre genérico combina  las palabras griegas para "depósito" y "semilla".

## Especies
- Laccosperma acutiflorum (Becc.) J.Dransf. (1982).
- Laccosperma korupensis Sunderl. (2003 publ. 2004).
- Laccosperma laeve (G.Mann & H.Wendl.) Kuntze (1891).
- Laccosperma opacum Drude (1877).
- Laccosperma robustum (Burret) J.Dransf. (1982).
- Laccosperma secundiflorum (P.Beauv.) Kuntze (1891).